# Успение Богородично (Малорад)
„Успение Богородично“ е православна църква във врачанското село Малорад, част от Врачанската епархия на Българската православна църква.

## История
Църквата е построена в 1882 година от тревненския майстор уста Къно Денов. Църквата е широка 8 m, дълга 16 m и висока 18 m с кубетата. При първоначалния строеж кубетата са две, но при гръмотевична буря кубето при входа е разрушено и тъй като има повреди по зидовете, то не е възстановено при ремонта. Зидовете са укрепени с железни скоби, които минават през кораба на църквата в горната част под покрива.
В 1900 година църквата е изписана от дебърските майстори Мирон Илиев, Велко Илиев, Григор Петров и Мелетий Божинов.